# Bembidion acutosum
Bembidion acutosum är en skalbaggsart som beskrevs av Thomas Casey. Bembidion acutosum ingår i släktet Bembidion och familjen jordlöpare. Inga underarter finns listade i Catalogue of Life.